# Sydney International 1997
Sydney International 1997 — тенісний турнір, що проходив на відкритих кортах з твердим покриттям NSW Tennis Centre в Сіднеї (Австралія). Належав до серії World в рамках Туру ATP 1997, а також до серії Tier II в рамках Туру WTA 1997. Тривав з 6 до 12 січня 1997 року.

## Фінальна частина

### Одиночний розряд, чоловіки
Тім Генмен —  Карлос Моя 6–3, 6–1
- Для Генмена це був 1-й титул за рік і 1-й — за кар'єру.

### Одиночний розряд, жінки
Мартіна Хінгіс —  Дженніфер Капріаті 6–1, 5–7, 6–1
- Для Хінгіс це був 1-й титул за рік і 6-й — за кар'єру.

### Парний розряд, чоловіки
Луїс Лобо /  Хав'єр Санчес —  Паул Гаргейс /  Ян Сімерінк 6–4, 6–7, 6–3
- Для Лобо це був 1-й титул за рік і 6-й - за кар'єру. Для Санчеса це був 1-й титул за рік і 25-й - за кар'єру.

### Парний розряд, жінки
Джиджі Фернандес /  Аранча Санчес Вікаріо —  Ліндсі Девенпорт /  Наташа Звєрєва 6–3, 6–1
- Для Фернандес це бувs 1-й титул за рік і 68-й — за кар'єру. Для Санчес Вікаріо це був 1-й титул за рік і 74-й — за кар'єру.